# Saharove, Berezivka
Saharove (în ucraineană Сахарове) este un sat în comuna Berezivka din raionul Berezivka, regiunea Odesa, Ucraina.

## Demografie
Componența lingvistică a localității Saharove
     Ucraineană (93,57%)
     Română (3,61%)
     Rusă (2,81%)
Conform recensământului din 2001, majoritatea populației localității Saharove era vorbitoare de ucraineană (93,57%), existând în minoritate și vorbitori de română (3,61%) și rusă (2,81%).